# Grand Prix Sezon 1914
Sezon Grand Prix 1914 – kolejny sezon wyścigów Grand Prix organizowanych w Europie i Stanach Zjednoczonych przez AIACR.

## Podsumowanie Sezonu

### Grandes Épreuves
| Data    | Grand Prix         | Tor  | Zwycięzca (kierowcy)     | Zwycięzca (konstruktorzy) | Wyniki |
| ------- | ------------------ | ---- | ------------------------ | ------------------------- | ------ |
| 4 lipca | Grand Prix Francji | Lyon | Christian Lautenschlager | Mercedes                  | Wyniki |

### Pozostałe Grand Prix
| Data          | Grand Prix                      | Tor           | Zwycięzca (kierowcy) | Zwycięzca (konstruktorzy) | Wyniki |
| ------------- | ------------------------------- | ------------- | -------------------- | ------------------------- | ------ |
| 26 lutego     | Vanderbilt Cup                  | Santa Monica  | Ralph DePalma        | Mercedes                  | Wyniki |
| 28 lutego     | Grand Prix Stanów Zjednoczonych | Santa Monica  | Eddie Pullen         | Mercer                    | Wyniki |
| 30 maja       | Indianapolis 500                | Indianapolis  | René Thomas          | Delage                    | Wyniki |
| 31 maja       | Coppa Florio                    | Madonie       | Felice Nazzaro       | Nazzaro                   | Wyniki |
| 31 maja       | Grand Prix Rosji                | St Petersburg | Willy Schöll         | Mercedes                  | Wyniki |
| 10–11 czerwca | Tourist Trophy                  | Wyspa Man     | Kenelm Lee Guinness  | Sunbeam                   | Wyniki |
| 22 sierpnia   | Elgin Trophy                    | Elgin         | Ralph DePalma        | Mercedes                  | Wyniki |